# David Hay
David Hay (* 29. ledna 1948) je bývalý skotský fotbalista a trenér. Do mládežnického týmu Celticu pronikl na konci roku 1960 jako jeden z generace hráčů, kteří pokračovali ve velmi úspěšné éře klubu. Spor o smlouvu mezi Hayem a Celticem vedl k jeho přestupu do Chelsea v roce 1974. Za Chelsea odehrál více než 100 ligových zápasů, ale v roce 1979 byl nucen ukončit kariéru kvůli odchlípené sítnici. Hay se objevil ve 27 mezinárodních zápasech za skotskou reprezentaci a byl vybrán do týmu pro Mistrovství světa ve fotbale 1974.
Po ukončení hráčské kariéry vstoupil Hay v roce 1981 do fotbalového managementu klubu Motherwell. V sezóně 1981/82 je dovedl k postupu do vyšší soutěže, ale na konci sezóny klub opustil. V roce 1983 byl jmenován manažerem Celticu a slavil úspěchy, když v sezóně 1984/85 vyhráli Skotský pohár a v sezóně 1985/86 skotskou ligu. V roce 1990 se vrátil do Celticu jako hlavní skaut a později asistent generálního manažera.
Hay také vyhrál norskou ligu během krátkého působení v Lillestrøm SK. Následně pracoval pro St. Mirren, Livingston a Dunfermline Athletic.

## Hráčská kariéra
Po dokončení středoškolského vzdělání na St. Mirin's Academy v Paisley podepsal Hay v roce 1966 smlouvu s Celticem. Stal se jedním z hráčů rezervního týmu "Quality Street Gang", který nakonec zaujal místo stárnoucích Lisbon Lions. V lize debutoval 6. března 1968 proti Aberdeenu, za Celtic odehrál 230 zápasů, ve kterých vstřelil 12 gólů a vyhrál 5 ligových šampionátů, 3 skotské poháry a 1 ligový pohár. Poté, co hrál za Skotsko na Mistrovství světa ve fotbale 1974 v Západním Německu a po sporu s Celticem kvůli smlouvě, přestoupil do Chelsea za klubový rekord 225 000 liber. Původně podepsal smlouvu jako přímá náhrada za záložníka Alana Hudsona, ale o rok později přijal defenzivnější roli v mladém týmu Chelsea, který vznikl po jejím sestupu. V roce 1979 ho vážné zranění kolena donutilo ukončit hráčskou kariéru. Trpěl také problémy s odchlípenou sítnicí a nakonec úplně ztratil zrak na pravém oku. Za Skotsko odehrál celkem 27 zápasů.

## Trenérská kariéra

### Motherwell
Trenérem se poprvé stal v roce 1981, když v Motherwellu převzal otěže po Ally MacLeodovi. Dovedl Motherwell k titulu ve skotské první divizi a k postupu do skotské Premier Division. Odešel na konci sezóny 1981/82.

### Celtic
Hay nahradil Billyho McNeilla ve funkci manažera Celticu v roce 1983. S klubek vyhrál Skotský pohár 1985 a Premier Division v roce 1986. Závěr ligy byl poněkud dramatický: Celtic vyhrál svůj poslední zápas proti St. Mirren na Love Street 5:0, ale potřeboval, aby Hearts, kteří byli lídry ligy a favority na vítězství, prohráli s Dundee v Dens Parku. Albert Kidd dvěma góly zajistil vítězství Dundee a Celtic byl korunován mistrem. Poté, co Celtic v sezóně 1986/87 nezískal žádnou trofej, Hay klub opustil. Byl požádán, aby odstoupil, ale odmítl, takže byl propuštěn a nahrazen McNeillem.

### Lillestrøm SK
V roce 1989 se Hay vydal do Norska a dovedl Lillestrom SK k titulu v norské Premier League.

### St. Mirren
V roce 1991 Hay převzal klub St. Mirren, ale o rok později ho opustil.

### Návrat do Celticu
Hay se stal hlavním skautem Celticu v roce 1994 a byl zodpovědný za příchod hráčů jako Jorge Cadete, Paolo Di Canio a Pierre van Hooijdonk, kteří podepsali smlouvu s klubem. V roce 1997 se stal asistentem generálního manažera Jocka Browna, ale odešel v roce 1998 za nepříznivých okolností.

### Livingston
Hay se spojil s Jimem Leishmanem v roce 2000 jako spolumanažer Livingstonu a dovedl klub k titulu ve skotské první divizi na konci sezóny 2000/01 a prvnímu postupu klubu do skotské Premier League. Jejich debutová sezóna v nejvyšší soutěži v sezóně 2001/02 jim zajistila první kvalifikaci do evropských soutěží (s místem v Poháru UEFA). Sezóna 2002/03 byla méně úspěšná a oba odstoupili z manažerské pozice, i když zároveň zůstali v klubu. Tým převzal Brazilec Márcio Máximo Barcellos.
Hay se vrátil na pozici manažera krátce po sezóně 2003/04, tentokrát s výhradním vedením, když tým převzal po Barcellosovi po pouhých 9 zápasech sezóny. Hay vyhrál skotský ligový pohár, když porazil velké favority Hibernian (kteří na cestě do finále porazili Celtic a Rangers). Navzdory tomuto úspěchu byl zkušený trenér na konci sezóny propuštěn a nahrazen Allanem Prestonem.

### Dunfermline Athletic
Hay byl poté jmenován manažerem Dunfermline Athletic, kde nahradil Jimmyho Calderwooda. Znovu se spojil s Jimem Leishmanem, který byl sportovním manažerem klubu Fife. Ke konci sezóny byl vyhozen, klub se trápil ve skotské Premier League.

## Po trenérské kariéře
Hay se vrátil do Livingstonu 16. června 2008 jako poradce. V roce 2009 se krátce stal dočasným trenérem..
V roce 2015 se Hay vrátil do Celticu jako ředitel Celtic Pools, který získává peníze pro mládežnickou akademii. Pracoval také v roli rozvoje podnikání pro New College Lanarkshire.[ujasnit]

## Úspěchy

### Hráčské
Celtic
- Scottish League Champions: 1969/70, 1970/71, 1971/72, 1972/73, 1973/74
- Scottish Cup: 1970/71, 1973/74
- Scottish League Cup: 1969/70
- Glasgow Cup: 1969/70
- Pohár mistrů evropských zemí: poražený finalista 1969/70

Chelsea
- Football League Second Division: 1976/77

Scotland
- British Home Championship: 1969/70, 1973/74

### Trenérské
Motherwell
- Scottish First Division: 1981/82

Celtic
- Scottish League Champions: 1985/86
- Scottish Cup: 1984/85

Lillestrøm
- Norwegian League Champions: 1989

Livingston
- Scottish First Division: 2000/01
- Scottish League Cup: 2003/04

## Kariérní statistiky

### Reprezentační
| Skotský národní tým | Skotský národní tým | Skotský národní tým |
| Rok                 | Zápasy              | Góly                |
| ------------------- | ------------------- | ------------------- |
| 1970                | 4                   | 0                   |
| 1971                | 7                   | 0                   |
| 1972                | —                   | —                   |
| 1973                | 7                   | 0                   |
| 1974                | 9                   | 0                   |
| Celkově             | 27                  | 0                   |

### Trenérské
| Tým                  | Země    | Od          | Do            | Trenérské statistiky | Trenérské statistiky | Trenérské statistiky | Trenérské statistiky | Trenérské statistiky |
| Tým                  | Země    | Od          | Do            | Zápasy               | Výhry                | Remízy               | Prohry               | Úspěšnost vítězství  |
| -------------------- | ------- | ----------- | ------------- | -------------------- | -------------------- | -------------------- | -------------------- | -------------------- |
| Motherwell           | Skotsko | srpen 1981  | květen 1982   | 40                   | 26                   | 9                    | 5                    | 65.00 %              |
| Celtic               | Skotsko | srpen 1983  | květen 1987   | 209                  | 119                  | 50                   | 40                   | 56.94 %              |
| Lillestrøm           | Norsko  | 1989        | 1989          | 38                   | 23                   | 8                    | 7                    | 60.53 %              |
| St. Mirren           | Skotsko | březen 1991 | květen 1992   | 55                   | 7                    | 17                   | 31                   | 12.73 %              |
| Livingston           | Skotsko | březen 2000 | červenec 2003 | 147                  | 67                   | 32                   | 48                   | 45.58 %              |
| Livingston           | Skotsko | říjen 2003  | červenec 2004 | 39                   | 15                   | 11                   | 13                   | 38.46 %              |
| Dunfermline Athletic | Skotsko | červen 2004 | květen 2005   | 42                   | 8                    | 12                   | 22                   | 19.05 %              |